# Championnats d'Europe de course en montagne
Les championnats d'Europe de course en montagne sont une compétition de course en montagne disputée chaque année en montagne. Ils sont créés en 1994, une première fois de manière officieuse, puis organisés par l'Association mondiale de course en montagne (WMRA) dès 1995 sous le nom de Trophée européen de course en montagne. L'Association européenne d'athlétisme reprend l'organisation en 2002 et les renomment championnats d'Europe de course en montagne.

## Histoire
Afin de valider la création d'une compétition européenne de course en montagne, la Fédération italienne d'athlétisme organise le critérium à Quantin avec l'aide de et avec l'aval de l'Association européenne d'athlétisme. Six pays y prennent part : l'Autriche, l'Allemagne, le Royaume-Uni, la Slovaquie, la Slovénie et le pays organisateur, l'Italie,.
L'année suivante, la première édition officielle a lieu à Valleraugue sour le nom de Trophée européen de course en montagne. C'est l'Association mondiale de course en montagne qui organise l'épreuve, avec le soutien officiel de l'Association européenne d'athlétisme. Seize nations y participent.
En 2002, l'Association européenne d'athlétisme reprend l'organisation et la compétition devient officiellement des championnats d'Europe.
L'édition 2007 est la première à offrir des épreuves pour la catégorie des juniors.
À partir de 2018, les parcours hommes et femmes sont d'une distance identique afin d'offrir une meilleure égalité de traitement.
L'édition 2020, est annulée en raison de la pandémie de Covid-19. Prévus le 4 juillet à Cinfães, les championnats sont reportés au même endroit le 3 juillet 2021 puis également annulés pour 2021. En 2022, ils sont remplacés par les championnats d'Europe de course en montagne et trail qui intègrent également la discipline du trail.

## Épreuves
Les championnats ont lieu sur des parcours spécifiques qui empruntent parfois ceux d'épreuves existantes comme la course du Snowdon en 1996 ou la course de Schlickeralm en 2009. À l'instar des championnats du monde de course en montagne, les parcours alternent entre montée seulement les années impaires et montée et descente les années paires.
Pour les épreuves en montée uniquement, le parcours senior doit mesurer entre 10 et 12 km et comporter une pente d'environ 100 m/km. Pour les épreuves en montée et descente, le parcours senior doit mesurer entre 10 et 12 km et comporter une pente d'environ 80 m/km. Les parcours juniors doivent mesurer environ la moitié des parcours seniors. Les deux types de parcours doivent comporter un maximum de 20 % de route.

## Éditions
| Édition | Année | Ville                                                     | Pays                                                      | Date                                                      |
| ------- | ----- | --------------------------------------------------------- | --------------------------------------------------------- | --------------------------------------------------------- |
| Ire     | 1994  | Quantin, Vénétie                                          | Italie                                                    | 3 juillet                                                 |
| 1re     | 1995  | Valleraugue, Gard                                         | France                                                    | 15 juillet                                                |
| 2e      | 1996  | Llanberis, Pays de Galles                                 | Royaume-Uni                                               | 13 juillet                                                |
| 3e      | 1997  | Ebensee, Haute-Autriche                                   | Autriche                                                  | 6 juillet                                                 |
| 4e      | 1998  | Sestrières, Piémont                                       | Italie                                                    | 15 juillet                                                |
| 5e      | 1999  | Bad Kleinkirchheim, Carinthie                             | Autriche                                                  | 4 juillet                                                 |
| 6e      | 2000  | Międzygórze, Basse-Silésie                                | Pologne                                                   | 2 juillet                                                 |
| 7e      | 2001  | Cerklje, Haute-Carniole                                   | Slovénie                                                  | 1 juillet                                                 |
| 8e      | 2002  | Câmara de Lobos, Madère                                   | Portugal                                                  | 7 juillet                                                 |
| 9e      | 2003  | Trente, Trentin-Haut-Adige                                | Italie                                                    | 6 juillet                                                 |
| 10e     | 2004  | Korbielów, Silésie                                        | Pologne                                                   | 4 juillet                                                 |
| 11e     | 2005  | Heiligenblut, Carinthie                                   | Autriche                                                  | 10 juillet                                                |
| 12e     | 2006  | Úpice, Hradec Králové                                     | Tchéquie                                                  | 9 juillet                                                 |
| 13e     | 2007  | Cauterets, Hautes-Pyrénées                                | France                                                    | 8 juillet                                                 |
| 14e     | 2008  | Zell am Harmersbach, Bade-Wurtemberg                      | Allemagne                                                 | 12 juillet                                                |
| 15e     | 2009  | Telfes im Stubai, Tyrol                                   | Autriche                                                  | 12 juillet                                                |
| 16e     | 2010  | Sapareva Banya, Kyustendil                                | Bulgarie                                                  | 4 juillet                                                 |
| 17e     | 2011  | Bursa, Marmara                                            | Turquie                                                   | 9 juillet                                                 |
| 18e     | 2012  | Denizli - Pamukkale, Région Égéenne                       | Turquie                                                   | 7 juillet                                                 |
| 19e     | 2013  | Borovets, Sofia                                           | Bulgarie                                                  | 6 juillet                                                 |
| 20e     | 2014  | Gap, Hautes-Alpes                                         | France                                                    | 12 juillet                                                |
| 21e     | 2015  | Porto Moniz, Madère                                       | Portugal                                                  | 4 juillet                                                 |
| 22e     | 2016  | Arco, Trentin                                             | Italie                                                    | 2 juillet                                                 |
| 23e     | 2017  | Kamnik, Haute-Carniole                                    | Slovénie                                                  | 8 juillet                                                 |
| 24e     | 2018  | Skopje                                                    | Macédoine du Nord                                         | 1er juillet                                               |
| 25e     | 2019  | Zermatt, Valais                                           | Suisse                                                    | 7 juillet                                                 |
| -       | 2020  | Championnats annulés en raison de la pandémie de Covid-19 | Championnats annulés en raison de la pandémie de Covid-19 | Championnats annulés en raison de la pandémie de Covid-19 |
| -       | 2021  | Championnats annulés en raison de la pandémie de Covid-19 | Championnats annulés en raison de la pandémie de Covid-19 | Championnats annulés en raison de la pandémie de Covid-19 |

## Palmarès

### Hommes
| Édition | Or                    | Argent                 | Bronze            |
| ------- | --------------------- | ---------------------- | ----------------- |
| 1994    | Andrea Agostini       | Lucio Fregona          | Fabio Ciaponi     |
| 1995    | Helmut Schmuck        | Antonio Molinari       | Davide Milesi     |
| 1996    | Jaime de Jesus Mendes | Thierry Breuil         | Lucio Fregona     |
| 1997    | Helmut Schmuck        | Antonio Molinari       | Peter Schatz      |
| 1998    | Antonio Molinari      | Andrew Pearson         | Marco De Gasperi  |
| 1999    | Antonio Molinari      | Arnaud Fourdin         | Richard Findlow   |
| 2000    | Massimo Galliano      | Richard Findlow        | Antonio Molinari  |
| 2001    | Antonio Molinari      | Martin Bajčičák        | Raymond Fontaine  |
| 2002    | Alexis Gex-Fabry      | Marco De Gasperi       | Abdülkadir Türk   |
| 2003    | Marco Gaiardo         | Helmut Schmuck         | Robert Krupička   |
| 2004    | Marco De Gasperi      | Florian Heinzle        | Marco Gaiardo     |
| 2005    | Florian Heinzle       | Helmut Schiessl        | Marco De Gasperi  |
| 2006    | Marco Gaiardo         | Selahattin Selçuk      | Julien Rancon     |
| 2007    | Ahmet Arlsan          | Marco De Gasperi       | Marco Gaiardo     |
| 2008    | Ahmet Arlsan          | Bernard Dematteis      | Marco De Gasperi  |
| 2009    | Ahmet Arlsan          | Marco De Gasperi       | Sébastien Epiney  |
| 2010    | Ahmet Arlsan          | Martin Dematteis       | Marco De Gasperi  |
| 2011    | Ahmet Arlsan          | Gabriele Abate         | Bernard Dematteis |
| 2012    | Ahmet Arlsan          | Ercan Muslu            | Ionuț Zincă       |
| 2013    | Bernard Dematteis     | Alex Baldaccini        | Ahmet Arlsan      |
| 2014    | Bernard Dematteis     | Robbie Simpson         | Martin Dematteis  |
| 2015    | Johan Bugge           | David Schneider        | Alex Baldaccini   |
| 2016    | Martin Dematteis      | Bernard Dematteis      | Ahmet Arlsan      |
| 2017    | Xavier Chevrier       | Luís Saraiva           | Francesco Puppi   |
| 2018    | Bernard Dematteis     | Cesare Maestri         | Martin Dematteis  |
| 2019    | Jacob Adkin           | Stian Øvergaard Aarvik | Xavier Chevrier   |

### Femmes
| Édition | Or                       | Argent                 | Bronze                   |
| ------- | ------------------------ | ---------------------- | ------------------------ |
| 1994    | Nives Curti              | Anna Baloghová         | Lucy Wright              |
| 1995    | Eroica Spiess            | Cristina Moretti       | Carolina Reiber          |
| 1996    | Isabelle Guillot         | Maria Grazia Roberti   | Nives Curti              |
| 1997    | Eroica Spiess            | Carol Greenwood        | Isabella Moretti         |
| 1998    | Rosita Rota Gelpi        | Flavia Gaviglio        | Pierangela Baronchelli   |
| 1999    | Izabela Zatorska         | Angela Mudge           | Johanna Baumgartner      |
| 2000    | Izabela Zatorska         | Birgit Sonntag         | Rosita Rota Gelpi        |
| 2001    | Svetlana Demidenko       | Angela Mudge           | Catherine Lallemand      |
| 2002    | Svetlana Demidenko       | Catherine Lallemand    | Anna Pichrtová           |
| 2003    | Catherine Lallemand      | Angela Mudge           | Antonella Confortola     |
| 2004    | Anna Pichrtová           | Andrea Mayr            | Rosita Rota Gelpi        |
| 2005    | Andrea Mayr              | Anna Pichrtová         | Angéline Joly            |
| 2006    | Anna Pichrtová           | Mateja Kosovelj        | Vittoria Salvini         |
| 2007    | Anita Håkenstad Evertsen | Anna Pichrtová         | Kirsten Melkevik Otterbu |
| 2008    | Elisa Desco              | Constance Devillers    | Sarah Tunstall           |
| 2009    | Martina Strähl           | Valentina Belotti      | Andrea Mayr              |
| 2010    | Marie-Laure Dumergues    | Valentina Belotti      | Elena Nagovitsyna        |
| 2011    | Martina Strähl           | Antonella Confortola   | Lucija Krkoč             |
| 2012    | Monika Fürholz           | Nadezhda Leshchinskaia | Pavla Schorná-Matyášová  |
| 2013    | Andrea Mayr              | Valentina Belotti      | Mateja Kosovelj          |
| 2014    | Andrea Mayr              | Mateja Kosovelj        | Sabine Reiner            |
| 2015    | Andrea Mayr              | Eli Anne Dvergsdal     | Emma Clayton             |
| 2016    | Emily Collinge           | Alice Gaggi            | Sara Bottarelli          |
| 2017    | Maude Mathys             | Sarah Tunstall         | Andrea Mayr              |
| 2018    | Maude Mathys             | Anaïs Sabrié           | Emma Gould               |
| 2019    | Maude Mathys             | Andrea Mayr            | Christel Dewalle         |